# Hermann Pusillus
Hermann Pusillus (zm. po 995) – palatyn lotaryński.
Zięć lub syn Erenfrieda II. Najpóźniej w 989 został palatynem lotaryńskim. Żył jeszcze w 996 roku.
Poślubił Heylwig, pochodzącą prawdopodobnie z rodu z Dillingen. Jego synami byli Adolf,
Erenfried Ezzon i Hezelin.